# Boswellia bullata
Boswellia bullata är en tvåhjärtbladig växtart som beskrevs av Mats Thulin. Boswellia bullata ingår i släktet Boswellia och familjen Burseraceae. Inga underarter finns listade i Catalogue of Life.